# 中村優子 (アナウンサー)
中村 優子（なかむら ゆうこ、1984年7月11日 - ）は、北海道文化放送 (UHB) の元アナウンサー。

## 来歴
北海道室蘭市生まれ、札幌市育ち。津田塾大学卒業。大学在学時、留学先のイギリスでカットモデルを務めたが、その際に髪が真っ白になるまでブリーチ（脱色）させられてしまい、しばらくその頭のまま過ごしていたことがある。
大学を卒業後、2007年に北海道文化放送に入社。英語に堪能であることから、翌2008年の洞爺湖サミットでは各メディア取材参加人数が制限されていた中、宇野章午とともに局の代表者として取材にあたった。
結婚を機に、2009年6月をもって北海道文化放送を退社。東京で双子を出産した後、作家エージェントおよび著者インタビュアーとしての活動を開始する。

## 担当番組
すべて北海道文化放送時代の担当番組。
- UHBスーパーニュース - 中継リポーター[6]
- ダイノジのちゅど〜ん! - アシスタント → 管理係
- のりゆきのトークDE北海道 - 金曜「お天気ですか」担当。水野悠希の休暇中にはサブキャスターを代行した。
- ぷちとも - ナレーター
- uhbニュース
- uhbスピーク（『FNNスピーク』北海道文化放送ローカルパート）
- FNS27時間テレビ!! みんな笑顔のひょうきん夢列島!!（フジテレビ） - 北海道担当アナウンサー
- みちゅバチのこれ見るッ！[7] - 不定期出演

## 退社後の活動
- 見てキテ！（モデルハウス情報サイト。運営：有限会社ウェルフィックス） - リポーター（2014年[8] - 2017年）
- 本TUBE（本の動画投稿コミュニティサイト。運営：株式会社あさひや） - インタビュアー（2017年 - ）
- 校了乙（日経ビジネス最新号特集紹介。運営：日経ビジネス編集部） - インタビュアー（2022年 - ）